# Fale beta

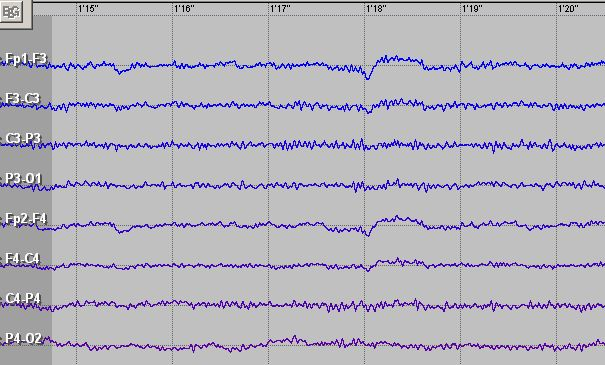
Rozlana czynność fal beta w zapisie EEG.

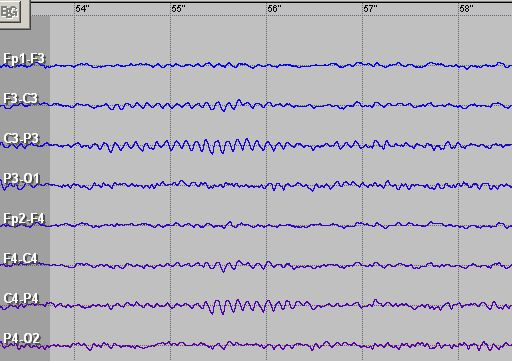
Czynność alfa w zapisie EEG

Fale beta – w elektroencefalografii czynność w zapisie EEG o częstotliwości większej niż 13 Hz. Czynność beta w prawidłowym elektroencefalogramie osoby dorosłej wykonanym typowo w czuwaniu przy zamkniętych oczach dominuje w okolicach czołowocentralnych, w odróżnieniu od czynności alfa, która dominuje w okolicach potylicznych. Czasami czynność beta występuje w sposób rozlany – nie tylko w okolicach czołowych, ale także 
potylicznych, czyli tam, gdzie fizjologicznie powinien być rytm alfa. Najczęściej ma to miejsce:
- u osób przyjmujących niektóre leki, np. benzodiazepiny
- po otwarciu oczu (tzw. reakcja zatrzymania)
- w stanach zogniskowanej uwagi
- w senności, zasypianiu, budzeniu się i śnie REM
- w nadczynności tarczycy i niektórych innych zaburzeniach endokrynologicznych.